# Sekretionsassoziierte Ras-verwandte GTPase 1A
Sar1 ist ein G-Protein, das am Transport zwischen dem endoplasmatischen Reticulum (ER) und dem Golgi-Apparat beteiligt ist. Es kommt in Eukaryoten vor. In Pflanzen und Säugetieren gibt es zwei Isoformen.
Durch GTP/PREB aktiviertes Sar1a vermittelt das Signal zur Bildung der Hülle (COPII) derjenigen Vesikel, die den Transport von Proteinen vom ER zum Golgi bewerkstelligen.
Initiiert wird die Bildung der COPII-Hülle dadurch, dass Sar1a im Zusammenspiel mit dem ER-Membranprotein Sec12 mit GTP beladen wird. Nach der Bindung von GTP erfolgt eine Konformationsänderung bei der eine N-terminale amphipathische Helix offengelegt wird. Diese amphipathische Helix ermöglicht die Anlagerung von Sar1a an die ER-Membran. In der Folge können sich die weiteren COPII-Hüllproteine an Sar1a anlagern.
Sar1b bildet selbst einen Teil dieser Hülle, spielt eine Rolle bei der Auswahl der zu transportierenden Proteine, und ist der Triggerpunkt für das Recycling der COPII-Hülle. Mutationen im SAR1B-Gen können zum chylomicron retention disease führen.